# براندون ويد
براندون ويد (بالإنجليزية: Brandon Wade) هو شخصية أعمال أمريكي، ولد في 1970 في سنغافورة.

## وصلات خارجية
- الموقع الرسمي